# Claudio Sprecher
Pour les articles homonymes, voir Sprecher.
Claudio Sprecher (né le 6 avril 1980 à Coire) est un ancien skieur alpin liechtensteinois.
Il a participé aux Jeux olympiques d'hiver de 2006.

## Palmarès

### Jeux olympiques
| Épreuve / Édition | Turin 2006 |
| Descente          | 35e        |
| Super G           | DNF        |
| Slalom Géant      | DNF        |
| Combiné           | 32e        |

### Championnats du monde
| Épreuve / Édition | St-Moritz 2003 | Bormio 2005 |
| Super G           | 31e            | 43e         |
| Slalom Géant      |                | 32e         |

### Coupe du monde
- Meilleur résultat: 47e